# Plagiotropis misandros
Plagiotropis misandros är en insektsart som beskrevs av Alexander Fyodorovich Emeljanov 1993. Plagiotropis misandros ingår i släktet Plagiotropis och familjen sporrstritar. Inga underarter finns listade i Catalogue of Life.